# Amblyodipsas unicolor
Amblyodipsas unicolor (західна пурпурово-блискуча змія) — вид отруйних змій родини земляних гадюк (Atractaspididae). Мешкає в Західній і Центральній Африці.

## Поширення і екологія
Amblyodipsas unicolor поширені від Сенегалу на схід до Уганди і Кенії та на південь до ДР Конго. Вони живуть в саванах і галерейних лісах. на висоті до 1500 м над рівнем моря. Живляться амфісбенами, риючими ящірками і дрібними зміями.